# 両江道の子どもたち
『両江道の子どもたち』（りょうこうどうのこどもたち、原題：량강도 아이들）は、2011年に公開された韓国映画。

## 解説
朝鮮民主主義人民共和国（北朝鮮）の一農村を舞台に、空から突然降ってきたクリスマスプレゼントをめぐる子供たちの騒動を描いたコメディ映画。
1995年に亡命した脱北者映画監督鄭成山が、金東賢プロデューサーの「北韓（北朝鮮）にもクリスマスはあるのか?」という何気ない質問を元に、「北の子どもにもクリスマスがあっていいはずだ。」という着想から企画した。
完成時には120分だったが、編集過程でコッチェビが登場するシーンなど政治色のシーンが削られ、朝鮮戦争や武力衝突など、南北分断による悲劇や葛藤を描くことが多い韓国映画でも、北朝鮮の子どもにだけスポットを当てた異色作となった。鄭は、「映画の中の北朝鮮は、政治的に見られがちだが、北の子供たちを人間的に描きたかった。」と語っている。製作は2004年から始まったが、出資者が逃亡するなどの紆余曲折があり、7年後の2011年にようやく完成した。そのため、第48回大鐘賞新人男優賞にノミネートされたキム・ファンヨンは、大学生となった姿で挨拶した。
出演した子役は、江原道寧越でザリガニやトウモロコシ、ジャガイモなどの粗食による合宿を10日間にわたって行ない、やせ細った体やカルシウム不足で黄ばんだ歯などを再現した。また、劇中子どもたちが話すチョソングルは、元北朝鮮人の鄭自身が指導している。

## ストーリー
38度線付近の韓国領土から、クリスマスのプレゼントが風船で北朝鮮に向けて放たれた。
北朝鮮北部、両江道普天堡里に住む人民学校の少年ジョンスは、平壌に行くという夢をかなえるために、廃物回収で好成績を残す。しかし、校長に見た目や背の高さで難癖をつけられ、成績の甲斐なく平壌行きを絶たれてしまう。失意のジョンスだったが、家の近くで木にぶら下がった不思議な袋を拾う。中から出てきたのは、見たことも無いロボットのオモチャ、言葉を話すクリスマスカード、そしてサンタクロースの衣装だった。
ジョンスは、サンタクロースの衣装をまとい、入院中の弟をロボットのオモチャで喜ばせようとする。ジョンスのクラスメイトも彼のオモチャに大喜びし、食べ物をジョンスの家に持ち寄り、彼は一躍クラスの級長に並ぶ人気者になる。だが、南朝鮮から届いたというオモチャの情報に、級長の父である保衛部の幹部が動き出す。

## 評価
- 第48回大鐘賞映画祭新人男優賞ノミネート（キム・ファンヨン）
- 釜山国際映画祭パノラマ部門招請作